# Alekszandr Fjodorovics Polescsuk
Alekszandr Fjodorovics Polescsuk (oroszul: Александр Фёдорович Полещук) (Cseremhovo, Irkutszki terület, 1953. október 30.–) szovjet/orosz mérnök űrhajós.

## Életpálya
1977-ben a Moszkvai Repülési Intézetnél (MAI) szerzett gépészmérnök diplomát. Az NPO Energia vállalatnál tesztmérnökként (az űrállomáson történő szerelések eszközeinek fejlesztője, mérőeszközök készítője) dolgozott. 2002-től az osztály vezetője.
1989. január 25-től részesült űrhajóskiképzésben. Összesen 179 napot, 43 percet és 46 másodpercet töltött a világűrben. Űrsétáinak száma 2, űrhajón kívüli munkálatok ideje 9 óra 58 perc. 2004. március 25-én  egészségi okok miatt visszavonult az űrrepüléstől.

## Űrrepülések
A Szojuz TM–16 fedélzeti mérnöke. Szolgálati ideje alatt kettő űrsétát végzett (kutatás, szerelés). Az első alkalommal 5 óra 25 percet, a másodikban 4 óra 33 percet tartózkodott az űrhajón kívül.

### Tartalék személyzet
- Szojuz TM–15 fedélzeti mérnök
- STS–71 kutatásfelelős